# Stadio Marc'Antonio Bentegodi
Stadio Marc'Antonio Bentegodi er et fodboldstadion beliggende i Verona, Italien. Stadionet har en kapacitet på 38.402, og er hjemmebane for Serie A klubberne Chievo Verona og Hellas Verona.
45°26′07″N 10°58′07″Ø / 45.43536°N 10.96865°Ø